# Убризгавање горива
Убризгавање горива (енгл. Fuel injection) је систем за довођење горива у моторе са унутрашњим сагоревањем, нарочито присутно у аутомобилским моторима. Код дизел мотора убризгавање је неопходно, а на бензинским моторима убризгавање горива је алтернатива за карбуратор.

## Системи убризгавања горива

### Убризгавање бензина
На бензинским моторима, систем убризгавања горива је почео да се примењује осамдесетих година 20. века. Основна разлика између убризгавања горива и карбуратора је у томе што се код система убризгавања гориво распршује преко пумпе високог притиска кроз бризгаљку, док се карбуратор ослања на вакуум убризгавање ваздуха и додавањем горива кроз ваздух.
Системи за убризгавање горива обезбеђују мотору у било ком режиму рада најповољнији састав смеше. Раније се то радило са карбураторима, али почетком 21. века у сва возила се серијски уграђују системи за убризгавање горива. Разлози за то су већа снага мотора, лакше стартовање хладног мотора, повољнији ток криве обртног момента и мања потрошња горива, као и максимално побољшање квалитета издувних гасова. Убризгавање омогућава прецизно дозирање горива, зависно од режима рада мотора, уз максималну заштиту околине.
Код убризгавања горива, одмеравање горива не зависи од разлике у ваздушном притиску. Гориво се убризгава у доведени ваздух и ствара се фина магла која обезбеђује боље распршивање горива и мешање са ваздухом. Количина горива која се убризгава зависи од запремине ваздуха који улази у мотор и оптерећења мотора. Регулисање убризгане количине горива врши електронски део у коме компјутер и разни сензори мотора прорачунавају количину горива потребну да би се одржао потребан однос ваздуха и горива.
Системи убризгавања бензина се дели према месту на индиректно и директно. У индиректно убризгавање спадају систем за централно убризгавање у заједнички усисни колектор (SPI) и систем за појединачно убризгавање у усисни вод (MPI). Код ова два индиректна (спољна) система, гориво се убризгава у усисни вод, испред усисног вентила, где се образује и радна смеша. Централно убризгавање (Single point injection, SPI – убризгавање у једној тачки) је најједноставнија верзија у којој је бризгаљка постављена на почетку усисне гране. Ипак овај систем није идеалан јер се гориво не расподељује равномерно по цилиндрима. Овде се место убризгавања поклапа са местом увођења горива, као и код карбуратора, с тим што је распршивање принудно под притиском. Систем појединачног убризгавања (Multi point injection, MPI – убризгавање у више тачака) користи по једну бризгаљку за сваки цилиндар. Код ових конструкција, гориво се убризгава у струју ваздуха непосредно пре његовог уласка у сваки цилиндар посебно. Овај систем је ефикаснији јер се њиме постиже правилнија размера горива и ваздуха.
Данас сви произвођачи користе систем директног убризгавања у сам цилиндар мотора. Код овог система радна смеша се образује у самом цилиндру мотора, слично као код дизел-мотора. Овај систем је најефикаснији у смислу искоришћења енергије горива, а самим тим и еколошки најпогоднији.
Према начину дозирања горива, системи се деле на системе за континуално и периодично убризгавање са електронском регулацијом. Код континуалног убризгавања бризгаљке се отварају под дејством притиска горива и остају отворене непрекидно док мотор ради. Недостаци су мања прецизност регулације и слабије распршивање горива, нарочито при нижим режимима рада мотора. Користи се код MPI система. Периодично убризгавање се обавља помоћу електромагнетних бризгаљки. Оне се периодично отварају и затварају под дејством електричних импулса које шаље електронска управљачка јединица.

### Убризгавање дизела
Дизел мотори су увек користили убризгавање горива. Некада је оно било решено бризгаљком смештеном у посебну преткомору, а данас се готово једино примењује директно убризгавање. Гориво се у дизел моторима, то јест њиховим бризгаљкама, некада достављало појединачним водовима који су од пумпе високог притиска (звана Бош пумпа) водили до сваке засебне бризгаљке.
Данас је најуобичајеније решење комон рејл систем, заједнички вод за гориво под високим притиском, који повезује све бризгаљке. Међутим, системи убризгавања код дизел мотора користе значајно виши притисак него код бензинских мотора. Комон рејл системи четврте генерације компаније Бош раде с притиском горива вишим од 2000 бара. Систем комон рејл је добио назив према заједничком воду горива високог притиска који снабдева све бризгаљке. Међутим, бензински мотори су већ и пре појаве тог термина користили сличну технологију. Комон рејл за аутомобиле развили су Magneti Marelli и Centro Ricerche Fiat, а пројект је убрзо продат немачкој компанији Бош. Први аутомобили у којима се уграђивао дизел комон рејл систем били су Алфа Ромео 156 1.9 JTD и Мерцедес-Бенц 220 CDI, 1997. године.
Фолксваген група је од 1998. до краја 2010-тих користила у својим дизел TDI моторима систем пумпа-бризгаљка (енгл. Unit Injector). Код ове конструкције пумпа и бризгаљка чине јединствену целину. За сваки цилиндар у главу мотора уграђује се по једна пумпа са бризгаљком које се покрећу помоћу подизача и клацкалица или директно са брегастог вратила. За разлику од комон рејл система где снабдевање горивом сваког цилиндра иде заједничким каналом, код система пумпа-бризгаљка гориво путује одвојеним каналима до сваког цилиндра, и онда се убризгава директно у њега.